# Simaetha robustior
Simaetha robustior là một loài nhện trong họ Salticidae.
Loài này thuộc chi Simaetha. Simaetha robustior được Eugen von Keyserling miêu tả năm 1882.